# 3785 Kitami
3785 Kitami eller 1986 WM är en asteroid i huvudbältet som upptäcktes den 30 november 1986 av den japanska astronomen Tsutomu Seki vid Geisei-observatoriet. Den är uppkallad efter den japanska staden Kitami.
Asteroiden har en diameter på ungefär 19 kilometer och den tillhör asteroidgruppen Themis.